# Aeropuerto Internacional del Cibao
Aeropuerto Internacional del Cibao (IATA: STI, ICAO: MDST) – międzynarodowy port lotniczy położony w Santiago de los Caballeros, na Dominikanie. Jest trzecim co do wielkości portem lotniczym w kraju.

## Linie lotnicze i połączenia

### Terminal Międzynarodowy
- Aerocaribbean (Santiago de Cuba) [sezonowo]
- Air Century (Fort Lauderdale, Varadero)
- Air Dominicana (Caracas)
- Air Turks and Caicos (Providenciales, Grand Turk)
  - Interisland Airways obsługiwane przez Air Turks and Caicos (South Caicos, Providenciales)
- American Airlines (Miami, Nowy Jork-JFK)
  - American Eagle Airlines (San Juan)
- Bahamas Air (Nassua) [czartery]
- Copa Airlines (Panama)
  - Copa Airlines Colombia obsługiwane przez Copa Airlines (Panama)
- Delta Air Lines (Atlanta, Nowy Jork-JFK)
- JetBlue Airways (Nowy Jork-JFK)
- Miami Air (Detroit, Memphis, Nowy Jork-JFK) [czartery]
- M&N Aviation (Aguadilla, San Juan) [sezonowo]
- PAWA Dominicana (Aguadilla, Miami, San Juan) [od 1 maja]
- Pace Airlines (San Juan) [od 4 maja]
- San Juan Aviation (San Juan)
- Servicios Aereos Profesionales (Fort Lauderdale [sezonowo], Holguin, Nassau [czartery])
- Spirit Airlines (Fort Lauderdale) [od 18 czerwca]
- SkyKing obsługiwane przez Air Turks and Caicos (Providenciales)
- VolAir (Cap Haitien)

### Terminal Krajowy
- Air Dominicana (Santo Domingo-Las Americas, Punta Cana)
- Aeronaves Dominicanas (Puerto Plata, Samaná)
- Aerolíneas Mas (Santo Domingo-La Isabela)
- Air Century (Constanza, Santo Domingo)
- Caribair (Punta Cana, Santo Domingo, Montecristi [czartery], La Romana, Barahona, Samana-El Catey, Constanza)
- Caribbean Air Sign (Punta Cana)
- M&N Aviation (Punta Cana, Santo Domingo-Las Americas)
- PAWA Dominicana (Punta Cana, Santo Domingo-Las Americas)
- Servicios Aereos Profesionales (Punta Cana, Santo Domingo)
- VolAir (Santo Domingo-La Isabela)